# Alex Herrald
Alexander „Alex“ Rutherford Herrald (* 13. Oktober 1984 in Santa Barbara, Santa Barbara County, Kalifornien) ist ein US-amerikanischer Schauspieler, Drehbuchautor und Filmproduzent.

## Leben
Herrald wurde am 13. Oktober 1984 in Santa Barbara geboren. Er gehört dem Ensemble des Ensemble Studio Theatre an und wirkte in mehreren verschiedenen Stücken mit. Außerdem wirkte er in Stücken des The Flea Theater in New York City mit. Seit Mitte der 2000er Jahre ist er auch als Filmschauspieler tätig. Er begann, als Darsteller in verschiedenen Kurzfilmen. 2013 war Herrald in sechs Episoden der Fernsehserie Wiggles in der Rolle des Jeff Stevens zu sehen und spielte außerdem im Musikvideo zum Lied If You're F*cking, You're F*cking des Sängers Reggie Watts mit. Im Folgejahr spielte er in sieben Episoden der Fernsehserie Business Time die Rolle des Gene und war zusätzlich Drehbuchautor und Produzent aller Folgen. In den nächsten Jahren folgten Besetzungen als Episodendarsteller in unterschiedlichen Fernsehformaten. 2022 übernahm er in dem Actionfilm Top Gunner 2 – Danger Zone die Rolle des Flight Attendant Allen.

## Filmografie (Auswahl)
- 2008: The Conservatory (Kurzfilm)
- 2009: Rooth and B (Kurzfilm)
- 2010: Currents (Kurzfilm)
- 2013: Wiggles (Fernsehserie, 6 Episoden)
- 2014: Eat Our Feelings (Fernsehserie, Episode 1x02)
- 2014: Business Time (Fernsehserie, 7 Episoden; auch Drehbuch und Produktion)
- 2015: Go to Hell (Kurzfilm)
- 2015: Kids These Days (Fernsehserie, Episode 1x01)
- 2015: In Retrospect (Fernsehserie, Episode 1x05)
- 2017: The Privates (Kurzfilm)
- 2017: Friends from College (Fernsehserie, Episode 1x06)
- 2017: Internal Sunshine (Kurzfilm)
- 2017: We Can Do It (Kurzfilm)
- 2020: The New Yorker: Shorts & Murmurs (Fernsehserie, Episode 1x45)
- 2020: Lazy Susan
- 2020: Project 88: Back to the Future Too
- 2020: Strawberry Shake (Kurzfilm)
- 2020: Strange Times in Wapakoneta (Kurzfilm)
- 2022: Top Gunner 2 – Danger Zone (Top Gunner: Danger Zone)

## Theater (Auswahl)
- Please Continue, Ensemble Studio Theatre
- Empathitrax, Ensemble Studio Theatre
- Metro Cards, Ensemble Studio Theatre
- Just Right Just Now, Lesser America
- Carry the Zero, Ensemble Studio Theatre
- Life and Times, Nature Theater of Oklahoma/Soho Rep
- These Seven Sicknesses, The Flea Theater
- Taisetsu Na Hito, Samuel French OOB Festival
- The American Tradition, New Light Theatre Project
- The Wundelsteipen, The Flea Theater
- The Fantastic Adventures of TGSM, Ars Nova ANT Fest
- Pioneer Species, Signature Studio/Columbia MFA thesis
- The Consequences, Wellfleet Harbor Actors Theater
- Victor Frange Presents GAS!, Incubator Arts
- Dylan, Do Not Go Gentle Productions
- Future Anxiety, The Flea Theater
- #serials@theflea, The Flea Theater
- The Reckoning of Kit and Little Boots, The Gallery Players